# YOU&ME ふたり
『YOU&ME ふたり』（ユーアンドミー ふたり）は、1999年4月10日から2000年3月31日までNHK教育テレビジョンで放送されていたトーク番組である。全47回。

## 概要
人間関係の最小単位「ふたり」にこだわり、さまざまな形のコミュニケーションを10代の若者たちに伝えていた番組。
テーマ曲は川村結花「Touch」

## 放送時間
いずれも日本標準時、別の時間帯での再放送あり。
- 土曜日 19:00 - 19:44 （1999年4月10日 - 1999年10月2日） - 1999年8月14日放送分のみ30分遅れで放送。
- 金曜日 18:50 - 19:34 （1999年10月8日 - 2000年3月31日）

## 司会者
- 石塚英彦
- 七奈美

## 放送リスト
| 放送日         | ゲスト                               |
| -------------- | ------------------------------------ |
| 1999年4月10日  | さとう珠緒、亀渕友香                 |
| 1999年4月17日  | YURIMARI （YURI、MARI）              |
| 1999年4月24日  | ラモス瑠偉                           |
| 1999年5月1日   | デーブ大久保                         |
| 1999年5月15日  | GAKU-MC、渡辺一平                    |
| 1999年5月22日  | 畑山隆則、柳和龍                     |
| 1999年5月29日  | オアシズ（光浦靖子、大久保佳代子）   |
| 1999年6月5日   | 山本太郎                             |
| 1999年6月12日  | 奥菜恵、野中マリ子                   |
| 1999年6月26日  | 赤井英和                             |
| 1999年7月3日   | 優香                                 |
| 1999年7月10日  | 神取忍、風間ルミ                     |
| 1999年7月24日  | 櫻井淳子                             |
| 1999年7月31日  | 山田まりや、一條俊                   |
| 1999年8月7日   | 松村邦洋、高田文夫                   |
| 1999年8月14日  | あんなふたり、こんなふたり（総集編） |
| 1999年8月21日  | あんなふたり、こんなふたり（総集編） |
| 1999年9月4日   | 鈴木蘭々、TARAKO                     |
| 1999年9月11日  | 辺見えみり                           |
| 1999年9月18日  | オセロ（中島知子、松嶋尚美）         |
| 1999年9月25日  | 徳山秀典、堤幸彦                     |
| 1999年10月2日  | 藤原竜也、白石加代子                 |
| 1999年10月8日  | ともさかりえ、つかこうへい           |
| 1999年10月15日 | FLIP-FLAP                            |

| 放送日         | ゲスト                                 |
| -------------- | -------------------------------------- |
| 1999年10月22日 | 高橋克典、本宮ひろ志                   |
| 1999年10月29日 | 野村佑香、若松節朗                     |
| 1999年11月5日  | 平山綾、塩屋俊                         |
| 1999年11月12日 | 原千晶、木の実ナナ                     |
| 1999年11月19日 | 千秋、大塚寧々                         |
| 1999年11月26日 | 西田ひかる                             |
| 1999年12月3日  | 326                                    |
| 1999年12月10日 | 山田花子、石田靖                       |
| 1999年12月17日 | 鮫島巧、鮫島秀樹                       |
| 1999年12月24日 | 内山理名                               |
| 2000年1月7日   | 19 （岡平健治、岩瀬敬吾）              |
| 2000年1月14日  | Something ELse                         |
| 2000年1月21日  | 岸田健作                               |
| 2000年1月28日  | 上原さくら、山本シュウ                 |
| 2000年2月4日   | アリtoキリギリス（石井正則、石塚義之） |
| 2000年2月11日  | 忍成修吾                               |
| 2000年2月18日  | 池脇千鶴                               |
| 2000年2月25日  | 永作博美、青柳祐美子                   |
| 2000年3月3日   | 前田愛                                 |
| 2000年3月10日  | 安達祐実、長谷川有里                   |
| 2000年3月17日  | さとうりさ、日比野克彦                 |
| 2000年3月24日  | あんなふたり、こんなふたり（総集編）   |
| 2000年3月31日  | あんなふたり、こんなふたり（総集編）   |

## スタッフ
- タイトル映像 - 日比野克彦、さとうりさ